# Hemer Provincial Park
Der Hemer Provincial Park (auch Hemer Park) ist ein nur 109 Hektar (ha) großer Provincial Park im Südwesten der kanadischen Provinz British Columbia, auf Vancouver Island.
Bei dem Park handelt es sich um einen sogenannten Day-Use Park. Diese Parks verfügen üblicherweise über keine umfangreiche touristische Infrastruktur und sind nur für Tagesbesuche ausgestattet.

## Anlage
Der Park liegt im Regional District of Nanaimo, im Südosten von Vancouver Island, etwas mehr als 10 Kilometer Luftlinie südöstlich von Nanaimo. Im Nordosten umfasst der Park auch einen Teil des Holden Lake. Im zentralen Norden umfasst der Park eine weitere große Wasser- und Sumpffläche.
Bei dem Park handelt es sich um ein Schutzgebiet der IUCN-Kategorie II (Nationalpark).

## Geschichte
Der Park wurde am 8. Mai 1981, mit einer Fläche von 93 ha, als einer der Provincial Parks in British Columbia eingerichtet. Im Laufe der Zeit wurden dabei sowohl seine Größe wie auch sein Schutzstatus geändert, zuletzt im Jahr 2004. Der Park entstand aus einer Landschenkung von privat und nach der Familie des Schenkers wurde der Park dann auch benannt. Bis in der frühen 1950er Jahre war der Kohlebergbau, neben der Landwirtschaft, die in der Region vorherrschende Industrie. An diese Geschichte wird mit dem einige Kilometer westlich liegendem Morden Colliery Historic Provincial Park gedacht. Von der dortigen Mine führte auch eine Eisenbahnstrecke am Holden Lake vorbei zur Ostküste der Insel.
Wie jedoch bei fast allen Provinzparks in British Columbia gilt auch für diesen, dass die Gegend, lange bevor sie von europäischen Einwanderern besiedelt oder sie Teil eines Parks wurde, in diesem Fall Jagd- und Siedlungsgebiet verschiedener Gruppen der First Nations, hier der Snuneymuxw, war.

## Flora und Fauna
Mit dem Biogeoclimatic Ecological Classification (BEC) Zoning System wird das Ökosystem von British Columbia in verschiedene biogeoklimatische Zonen eingeteilt. Biogeoklimatische Zonen zeichnen sich durch ein grundsätzlich identisches oder sehr ähnliches Klima sowie gleiche oder sehr ähnliche biologische und geologische Voraussetzungen aus. Daraus resultiert in den jeweiligen Zonen dann grundsätzlich auch ein sehr ähnlicher Bestand an Pflanzen und Tieren. Innerhalb dieser Systematik wird der Park der Coastal Douglas-Fir Zone zugeordnet.